# Dasiphora subacaulis
Dasiphora subacaulis är en rosväxtart som först beskrevs av Carl von Linné, och fick sitt nu gällande namn av Constantine Samuel Rafinesque. Dasiphora subacaulis ingår i släktet tokar, och familjen rosväxter. Inga underarter finns listade i Catalogue of Life.